# Coropuna
Der Coropuna, auch Nevado Coropuna, ist mit 6377 m der höchste Vulkan Perus und der fünfthöchste Gipfel dieses Landes. Der stark vergletscherte Berg ist Teil der Vulkankette im Süden Perus. Er liegt rund 150 km nordwestlich der Stadt Arequipa und 110 km von der Pazifikküste entfernt.

## Geologie
Der Coropuna ist ein Schichtvulkan, dessen Entstehung etwa eine bis drei Millionen Jahre zurückliegt, also im Pliozän erfolgt ist. Nachweislich war der Vulkan noch im Holozän mehrmals aktiv. Es existieren jedoch keinerlei Aufzeichnungen einer Eruption in historischer Zeit. Geologen haben holozäne Lavaströme identifiziert, welche bis 8,5 km weit geflossen sind. Auch gibt es Ablagerungen von Asche und Lapilli im Umkreis von 7 km um den Berg. Der Coropuna wird zu den schlafenden Vulkanen gezählt. Die momentane Aktivität beschränkt sich auf wenige Thermalquellen in der Umgebung des Vulkans, deren Wassertemperatur zwischen 20 °C und 51 °C beträgt. Geologen zufolge liegt die Wahrscheinlichkeit für einen erneuten Ausbruch in den nächsten Jahren fast bei Null.
Die Basis des mächtigen Vulkans hat einen Durchmesser von etwa 20 km und befindet sich auf einer Höhe von 4200 m. Der Gipfelbereich ist durch mindestens sechs eisbedeckte Kuppen gekennzeichnet. Wechselnde Schneehöhen führen dabei zu unterschiedlichen Höhenschätzungen, verschiedene Quellen geben eine maximale Gipfelhöhe von 6426 bis 6450 m an.

## Vergletscherung
Die Schneegrenze liegt heute zwischen 5300 m und 5600 m. Die Gletscherschmelze hat sich – wie überall in den Anden – in den letzten 50 Jahren beschleunigt. Wurde die Eisfläche im Jahre 1955 noch mit 122,7 km² angegeben, so maß man im Jahre 2003 nur noch 56,7 km², was einer Verringerung um 54 % entspricht. Im Jahr 2018 wurde sie auf 44,1 km² geschätzt. Die Eiskappe des Coropuna verlor zwischen 1980 und 2014 jährlich etwa 0,41 km² Fläche. Lange galt die ebenfalls in Peru gelegene Quelccaya-Eiskappe als die größte tropische Eisfläche, sie schmolz aber deutlich rascher als die Gletscher des Coropuna, die seit Beginn der 2010er Jahre nun die größte tropische Gletscherfläche bilden.
Die Eismasse am Coropuna bildet den größten Wasserspeicher in der Region Arequipa. Das Schmelzwasser versorgt rund 50.000 Bewohner der Provinzen Condesuyos und Castilla. Geht der Abschmelzprozess im gleichen Tempo weiter, so könnte der Coropuna bis 2120 eisfrei sein. Frühere Befürchtungen gingen von einem noch schnelleren Schmelzen aus, so dass schon 2050 den Bewohnern der Umgebung das Trink- und  Bewässerungswasser fehlen würde.

## Heiliger Berg
Der Coropuna ist, wie viele weitere Berge in Peru, aus der Sicht der indigenen Bevölkerung ein heiliger Berg, der von einem Apu bewohnt wird. Ein Apu ist eine Berggottheit, die bereits zur Inkazeit intensiv verehrt wurde und der man Opfer brachte, damit das Klima oder die Menge der Regenfälle den Wünschen der Bewohner entsprach. Die Inkas stiegen zu diesem Zweck bis zu den Gipfeln vieler heiliger Berge im Süden Perus hinauf, um dem Apu möglichst nahe zu sein und ihm Opfer zu bringen.

## Touristisches
Die Besteigung des Coropuna ist technisch zwar nicht sehr anspruchsvoll, doch die Abgeschiedenheit des Vulkans, die große Höhe und die bisweilen extrem tiefen Temperaturen können sehr hohe körperliche Anforderungen an jeden Bergsteiger stellen. Der Aufstieg wird meistens von der Laguna Pallarcocha aus unternommen, die am südwestlichen Fuß des Gletschers liegt.